# 22 juli (TV-serie)
22 juli är en prisbelönt norsk dramaserie i sex avsnitt som först sändes på NRK1 2020. 
Serien följer berörda parter före, under och efter terrorattentaten i Norge 2011. De rollfigurer vi möter var nära tragedin eftersom de stannade kvar i sitt yrke eller var de var den 22 juli. TV-serien skildrar rippeleffekterna av bombexplosionen i regeringskvarteret i Oslo och massakern på Utøya. Huvudpersonerna i serien är Anine (journalist på Aftenposten), Anne Cathrine (anestesiolog på Ullevåls sjukhus), Eivind (polis i Nordre Buskeruds polisdistrikt), Helga (lärare på Henningsvær skola i Nordnorge) och Mads (högerextrem bloggare på  webbplatsen Breidablikk). Alla rollfigurer är fiktiva, men skapade utifrån vad skaparna lärde sig under den omfattande förberedelsen av serien.
I Sverige har serien sänts av SVT. 

## Utmärkelser och nomineringar
- Dramaserien fick pris för bästa manus under Göteborg Film Festival i januari 2020.[4][5]
- Serieskaparna tilldelades även det norska priset Fritt Ords Honnør i maj 2020.[6]
- Serien nominerades också till totalt tolv priser, varav den tilldelades fem under utdelningen av det norska TVpriset Gullruten 2020.  22 juli fick priset för bästa dramaserie, bästa regi, bästa manus, bästa ljuddesign och bästa kostym.[7]
- Under Prix Europa 2020 fick serien priset för bästa europeiska TV-serie.[8]

## Avsnitt
1. I världens bästa land
2. Oslo
3. Det är någon som skjuter
4. 30 minuter
5. Elefantsnabel
6. Fri vilja

## Rollista
| Roller                         | Spelad av             |
| ------------------------------ | --------------------- |
| Journalist Anine Welsh         | Alexandra Gjerpen     |
| Anestesiolog Anne Cathrine     | Ane Skumsvoll         |
| Poliskommissarie Eivind Torset | Øyvind Brandtzæg      |
| Bloggaren Mads                 | Fredrik Høyer         |
| Lärare Helga                   | Helga Guren           |
| Renare Liban                   | Hamza Kader           |
| Sjukhuspräst Knut              | Gard Skagestad        |
| Ruben, Helgas son              | Melvin Lyfjell        |
| Journalist Harald              | Marius Lien           |
| Joachim, vän till Mads         | Benjamin Lønne Røsler |
| Vetle, elev till Helga         | Håkon Eiring          |
| Nyhetsredaktör Peter           | Markus Tønseth        |
| Gerd                           | Siri Forberg          |
| Journalist Isak                | Modou Bah             |
| Renare Niklas                  | Anders Sanzén         |
| Journalist från SVT            | Claes Arvidsson       |
| Ambulanssjukvårdare Torill     | Maren Sennels Jenssen |
| Drottning Sonja                | Celine Ingebretsen    |